# VG (Nervenkampfstoff)
VG ist ein chemischer Kampfstoff aus der chemischen Stoffgruppe der Thiophosphorsäureester. Es ist auch bekannt als Amiton oder Tetram und ist ein Vorgänger des Nervenkampfstoffes VX.
VG ist eine farblose Flüssigkeit, die auch als Insektizid und Akarizid benutzt wurde. Sie unterliegt seit 1997 der Chemiewaffenkonvention und wird dementsprechend nicht mehr produziert. Amiton und sein Oxalat wurden ursprünglich als Pestizid entwickelt und gehörten zu den ersten Phosphonothiolatestern, die von Ranajit Ghosh, einem Chemiker bei British Imperial Chemical Industries, in den 1950er-Jahren synthetisiert wurden. Als Nervenkampfstoff wirkt Amiton, wie die meisten Nervenkampfstoffe, über die Lunge und die Haut. Als Kampfstoff wurde VG zu keiner Zeit großtechnisch hergestellt und gelagert, da es erhebliche Probleme bei der Produktion, Lagerung und Munitionierung gibt.

## Analytik
Die zuverlässige Bestimmung von Amiton und seinen Abbauprodukten bzw. von Verunreinigungen gelingt nach adäquater Probenvorbereitung in den unterschiedlichsten Materialien durch Kopplung der Gaschromatographie mit der Massenspektrometrie.